# Tovrljane
Tovrljane (izvirno srbsko Товрљане) je naselje v Srbiji, ki upravno spada pod Občino Prokuplje; slednja pa je del Topliškega upravnega okraja.

## Demografija
V naselju živi 89 polnoletnih prebivalcev, pri čemer je njihova povprečna starost 63,0 let (57,3 pri moških in 68,3 pri ženskah). Naselje ima 51 gospodinjstev, pri čemer je povprečno število članov na gospodinjstvo 1,76.
To naselje je, glede na rezultate popisa iz leta 2002, večinoma srbsko.
|  |

| Demografija | Demografija     | Demografija     |
| Leto        | Št. prebivalcev | Št. prebivalcev |
| ----------- | --------------- | --------------- |
|             |                 |                 |
|             |                 |                 |
|             |                 |                 |
|             |                 |                 |
| 1948        | 759             |                 |
| 1953        | 784             |                 |
| 1961        | 639             |                 |
| 1971        | 373             |                 |
| 1981        | 253             |                 |
| 1991        | 153             | 153             |
| 2002        | 90              | 90              |
|             |                 |                 |

| Etnična sestava po popisu iz leta 2002 | Etnična sestava po popisu iz leta 2002 | Etnična sestava po popisu iz leta 2002 | Etnična sestava po popisu iz leta 2002 | Etnična sestava po popisu iz leta 2002 |
| -------------------------------------- | -------------------------------------- | -------------------------------------- | -------------------------------------- | -------------------------------------- |
| Srbi                                   | Srbi                                   |                                        | 89                                     | 98,88%                                 |
| Romi                                   | Romi                                   |                                        | 1                                      | 1,11%                                  |
| Neznano                                | Neznano                                |                                        | 0                                      | 0,0%                                   |